# Елачичи (Вишеград)
Елачичи (серб. Јелачићи / Jelačići) — село в общине Вишеград Республики Сербской Боснии и Герцеговины. Население составляет 27 человек по переписи 2013 года.